# Harnam Singh Rawail
Harnam Singh Rawail (häufig als H. S. Rawail; * 21. August 1921 in Lyallpur, Britisch-Indien; † 17. September 2004 in Mumbai, Maharashtra) war ein indischer Filmregisseur, -produzent und Drehbuchautor des Hindi/Urdu-Films.

## Leben
Harnam Singh Rawail kam als Jugendlicher nach Bombay, um im Filmgeschäft zu arbeiten, was ihm jedoch nicht nachhaltig gelang. Er war obdachlos; lebte auf der Straße und dem Gelände des Madhav-Baug-Tempels.
Er verließ Bombay etwa 1936 und reiste nach Kalkutta. In der dort ansässigen bengalischen Filmindustrie erhielt er Arbeit als Assistent von Kidar Sharma, der für New Theatres als Dialogautor für Hindi-Versionenfilme tätig war. Sein erstes eigenes Skript fertigte Rawail 1937 für den Film Banke Sipahi, einer Version der Drei-Musketiere-Geschichte. In den folgenden Jahren etablierte er sich als Drehbuchautor im Abenteuerfilmgenre und durfte 1940 erstmals selbst Regie führen. 1948 war er in Kalkutta erstmals Produzent eines Films. Im darauf folgenden Jahr kehrte Rawail nach Bombay zurück.
1955 gründete er die Produktionsgesellschaft Roshni Pics, 1960 Rahul Theatres. Seine Erfahrungen aus der Jugendzeit in Bombay verarbeitete er in dem autobiografischen Film Pocketmaar (1956). Er drehte Liebesfilme und Komödien, darunter Shararat (1959) mit Kishore Kumar in der Hauptrolle. Zu seinen erfolgreichsten Filmen gehören das historisierende Urdu-Musical Mere Mehboob (1963), das Thuggee-Melodram Sangharsh (1968) nach Mahasweta Devis Roman Laila Aasmaner Aaina und die Liebesromanze Laila Majnu (1976).
Sein letzter Film Deedar-e-Yaar (1982) entstand nach einem Drehbuch seines Sohnes, des Regisseurs Rahul Rawail, und wurde einer der größten Flops des Hindi-Films der 1980er Jahre. Danach zog sich Rawail auf die Rolle des Produzenten für Filme seines Sohnes zurück.

## Filmografie (Regie)
- 1940: Dorangia Daku
- 1944: Shukriya
- 1945: Zid
- 1948: Jhoothi Kasmein
- 1949: Do Baatein
- 1949: Patanga
- 1951: Sagaai
- 1951: Jawani Ki Aag
- 1952: Saqi
- 1953: Lehren
- 1953: Shagufa
- 1954: Mastana
- 1955: Tirandaz
- 1956: Pocketmaar
- 1959: Shararat
- 1961: Kaanch Ki Gudiya
- 1961: Roop Ki Rani Choron Ka Raja
- 1963: Mere Mehboob
- 1968: Sangharsh
- 1971: Mehboob Ki Mehndi
- 1976: Laila Majnu
- 1982: Deedar-e-Yaar